# Радіозахист
Радіозахист (рос. радиозащита, англ. radioprotection, нім. Radioschutz m) – вид систем попереджувальної сигналізації при наближенні до небезпечної зони. Використовується в промисловості, військовій справі тощо.